# Wybory parlamentarne w Iraku w 2014 roku
Wybory parlamentarne w Iraku odbyły się 30 kwietnia 2014. Elekcję wygrała rządząca koalicja Państwo Prawa.
W wyniku wyborów wybrani zostali członkowie Rady Reprezentantów, którzy następnie wybierali premiera oraz prezydenta Iraku. Skład Rady Reprezentantów zwiększył się o trzy, w związku z tym ponad 9 tys. kandydatów ubiegało się o 328 mandatów, z czego dla mniejszości etnicznych i religijnych zarezerwowano osiem mandatów.

## Wyniki wyborów
Według oficjalnych wyników wybory parlamentarne do Rady Reprezentantów z wynikiem 24,14% wygrała rządząca koalicja Państwo Prawa premiera Nuriego al-Malikiego.
|  | Partia lub koalicja             | Głosy      | Punkty proc.    | Mandaty (zmiana) | Mandaty (zmiana) |
|  | ------------------------------- | ---------- | --------------- | ---------------- | ---------------- |
|  | Państwo Prawa                   | 3 141 835  | 24,14%          | 92               | +3               |
|  | Blok Al-Ahrar                   | 917 589    | 7,05%           | 34               | -5               |
|  | Sojusz Obywatelski              | 982 003    | 7,55%           | 29               | +11              |
|  | Wielka Koalicja na rzecz Reform | 680 690    | 5,23%           | 23               | +14              |
|  | Koalicja Narodowa               |            |                 | 21               | -7               |
|  | Demokratyczna Partia Kurdystanu |            |                 | 19               | -10              |
|  | Patriotyczna Unia Kurdystanu    |            |                 | 19               | +5               |
|  | Pozostałe partie                | 243 720    |                 | 4                | -1               |
|  | Łącznie                         | 11 222 403 | Frekwencja: 62% | 328              | +3               |

## Kryzys polityczny po wyborach parlamentarnych
Według irackiej konstytucji parlament wybierał nowego prezydenta (Kurda) oraz premiera (szyitę). Po wielu tygodniach impasu w parlamencie, 15 lipca 2014 spikerem parlamentu został sunnita Salim al-Dżaburi. Po wybraniu spikera, parlament miał 30 dni na wyłonienie prezydenta. Stało się to 24 lipca 2014, kiedy następcą Dżalala Talabaniego został wybrany Fu’ad Masum. Prezydent w ciągu 15 dni miał zwrócić się do lidera największego ugrupowania w parlamencie w celu utworzenia rządu.
Jako że wybory parlamentarne wygrała koalicja kierowana przez Nuriego al-Malikiego, premier mógł ubiegać się o trzecią kadencję. Także Sąd Najwyższy Iraku dał al-Malikiemu przyzwolenie na ubieganie się o kolejną kadencję. Jednak wobec trwającej wojny domowej, która doprowadziła do rozpadu kraju, nacisków areny międzynarodowej, zwłaszcza Stanów Zjednoczonych, na zakończenie rządów, ze względu na zmniejszoną wiarygodność premiera, który doprowadził do zatargu z sunnitami na arenie politycznej i zbyt bliskiego zbliżenia z Iranem. 
Impas po kwietniowych wyborach trwał, gdyż przeciwko ubiegającego się o trzecią kadencję al-Malikiemu, wystąpili nie tylko sunnici i Kurdowie, którzy oskarżali go o popieranie interesów szyickiej większości Iraku kosztem mniejszości, ale i rywalizujące z Państwem Prawa ugrupowania szyickie. W związku z tym 11 sierpnia 2014 prezydent Fu’ad Masum desygnował na stanowisko szefa rządu Hajdara al-Abadiego, lidera partii Zew Islamu. Od tego momentu desygnowany premier miał 30 dni na sformowanie gabinetu. Początkowo wybór premiera został odrzucony przez Malikiego. Nominację Abadiego nazwał "naruszeniem konstytucji".
Po nominacji al-Abadiego do Iraku spłynęły gratulacje w związku z próbą przełamaniu impasu politycznego z Turcji, Arabii Saudyjskiej i innych państw Ligi Państw Arabskich. Ar-Rijad otwarcie oskarżała dotychczasowego premiera o doprowadzenie Iraku na skraj katastrofy, pogłębiając animozje między szyitami i sunnitami. Jednak prawdziwym przełomem było poparcie al-Abadiego przez ajatollaha Iranu Alego Chameniego. Po tym, jak utracił poparcie swoich dotychczasowych sojuszników międzynarodowych, 14 sierpnia 2014 Maliki ogłosił rezygnację i poparł nominacje Hajdara al-Abadiego na stanowisko szefa rządu, dzięki czemu zażegnał dalszy kryzys polityczny.